# Martin Vozábal
Martin Vozábal (* 8. listopadu 1978, Tábor) je bývalý český fotbalový záložník, trenér fotbalový manažer a trenér, který od roku 2022 zastává post sportovního ředitele týmu FC Silon Táborsko.

## Kariéra
Je to táborský odchovanec a největší část své aktivní hráčské kariéry odehrál právě za SK Dynamo České Budějovice. Zde byl v sezónách 2002/03 a 2003/04 kapitánem týmu. Je hráčem se čtvrtým nejvyšším počtem prvoligových startů v historii tohoto klubu (174 utkání).
Od 15 let hrál za mládežnickou reprezentaci, vyvrcholením jeho reprezentační kariéry byla účast na Letních olympijských hrách 2000 v Austrálii, kde české mužstvo obsadilo se 2 body za dvě remízy poslední čtvrté místo v základní skupině C. Vozábal nastoupil v utkání proti Kamerunu (remíza 1:1).
Když v létě 2010 po patnácti letech ukončil kariéru profesionálního fotbalisty (ve svých 31 letech), začal hrát divizi ve Strakonicích a zároveň se stal asistentem Jiřího Lercha u B-týmu SK Dynamo České Budějovice. V březnu 2011 se stal asistentem trenéra A-týmu Dynama. Od července 2012 se stal hlavním trenérem třetiligového SK Strakonice 1908 a zároveň juniorky Dynama. Ovšem v září 2012 se stal asistentem nového kouče Dynama, Miroslava Soukupa, a ve stejné roli zůstal i na jaře 2013, když se hlavním trenérem stal Pavol Švantner. Poté převzal v klubu funkci sportovního manažera.
V únoru 2015 se stal jediným členem klubového představenstva a tedy předsedou klubu Dynamo Č. Budějovice a zároveň ve funkci generálního manažera nahradil Karla Poborského. V srpnu 2021 v českobudějovickém klubu skončil. Stejnou funkci začal zastávat o rok později v nedalekém týmu FC Silon Táborsko.